# Capitale Independencia
Pour les articles homonymes, voir Independencia.
Capitale Independencia est l'une des deux divisions territoriales et statistiques de la municipalité d'Independencia dans l'État d'Anzoátegui au Venezuela. À des fins statistiques, l'Institut national de la statistique du Venezuela a créé le terme de « parroquia capital », ici traduit par le terme « capitale » qui correspond au territoire où se trouve le chef-lieu de la municipalité afin de couvrir ce vide spatial, qui, selon la loi sur la division politique territoriale publiée dans le Journal officiel de l'État « n'attribue pas de hiérarchie politique territoriale, ni de description de ses limites respectives ». Ce territoire s'articule autour de Soledad, chef-lieu de la municipalité, ville située sur la rive gauche et septentrionale de l'Orénoque.

## Géographie

### Hydrographie
Le territoire est bordé au sud par l'Orénoque servant de limites aux États d'Anzoátegui et de Bolívar et traversé par le pont d'Angostura qui relie les deux rives. Au nord-est du territoire, le río Tigre sert de limite avec la division territoriale et statistique voisine de Capitale Pedro María Freites dans la municipalité de Pedro María Freites.

### Démographie
Hormis Soledad, ville autour de laquelle s'articule la division territoriale et statistique, cette dernière possède plusieurs localités :
- Coloradito
- La Canoa
- La Peña
- Las Bombitas
- Soledad
- Tabare